# Wilhelm Schwenk
Friedrich Wilhelm Schwenk (* 31. Januar 1830 in Dresden; † 23. Februar 1871 ebenda) war ein deutscher Bildhauer.

## Leben
Schwenk studierte an der Kunstakademie in Dresden im Fach Bildhauerei als Schüler von Ernst Rietschel. Nach dem Studium arbeitete er eine kurze Zeit im Atelier von Rietschel. Als sein erstes eigenständiges Werk gilt ein 1850 entstandenes Ganymed-Relief. Nach einem Aufenthalt in Rom in den Jahren 1856 bis 1858 war er dauerhaft in Dresden ansässig.
Das Baugeschäft Moritz Große errichtete 1870 für ihn eine Villa mit Atelier in Kötzschenbroda, in der Meißner Straße 247. Bereits ein Vierteljahr später starb Friedrich Wilhelm Schwenk.
Wilhelm Schwenk ist der Vater des Dresdner Malers Georg Schwenk. In Dresden-Wachwitz erinnert die Schwenkstraße an Wilhelm und Georg Schwenk.

## Werke (Auswahl)

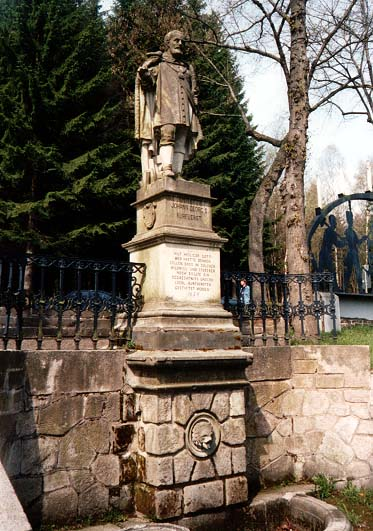
Denkmal für Kurfürst Johann Georg von Sachsen auf dem Marktplatz von Johanngeorgenstadt

- 1863: Standbild des Stadtgründers Kurfürst Johann Georg I. von Sachsen aus Postelwitzer Sandstein auf dem Marktplatz in Johanngeorgenstadt
- 1865: Brunnen mit Standbild Kurfürst Johann Georg I. auf dem Fleischmarkt in Bautzen[4]
- 1866: Statuen des Herzogs Heinrich und der Kurfürstin Sophie an der Turmfassade der Sophienkirche in Dresden
- 1865: Standbild des Dichters Christian Fürchtegott Gellert in Hainichen nach einem Modell aus Rietschels Nachlass (nach gründlicher Restaurierung am 4. Juli 1999 neu eingeweiht)[5][6]
- 1869: Figurengruppe "Barmherzige Schwester einen verwundeten Krieger pflegend"[7], welche später von Franz Schwarz in Marmor ausgeführt und wahrscheinlich nach Schloss Ofen (heute Buda bzw. Budapest) oder in die Wiener Hofburg verbracht wurde. Der Abguss wurde 1871 im Katalog der Kunstakademie angeboten.[8]

sowie undatiert:
- Marmor-Figurengruppe „Der verlorene Sohn“ in der Hofburg in Wien
- Skulptur des segnenden Christus in Reichenberg